# Babati (huyện)
Babati là một huyện thuộc vùng Manyara, Tanzania. Thủ phủ của huyện Babati đóng tại Babati. Huyện Babati có diện tích 4969 ki lô mét vuông. Đến thời điểm điều tra dân số ngày 25 tháng 8 năm 2002, huyện Babati có dân số 302253 người.